# Рудник Лейнстер
Рудник Лейнстер – гірничодобувний майданчик на заході Австралії. 
Нікелеве родовище Лейнстер відкрила у 1971 році компанія Seltrust Holdings. В 1974-му для його розробки створили Agnew Mining Company, в якій Seltrust Holdings та MIM Holdings мали 60% та 40% участі відповідно (в 1985-му Seltrust Holdings стане дочірньою компанією BP Group). Роботи зі спорудження рудника почались в 1976-му, а в 1978 році звідси отримали першу продукцію. Розробку організували підземним способом, для чого спорудили транспортний ухил, до якого невдовзі приєдналась шахта «Perseverance». Продукцію відправляли на збагачувальну фабрику Лейнстер. 
Невдовзі після запуску копальні на світовому ринку нікелю почалась криза і в 1986-му оголосили про зупинку розробки родовища. В 1988-му всі 100% прав на рудник придбала Western Mining Corporation, що з 1996-го діяла як WMC Resources Ltd, а в 2005-му була поглинена корпорацією BHP. Новий власник відновив видобуток вже у 1989 році, при цьому ввели в дію кар’єр «Rocky's Reward», розташований за два кілометрів північніше від «Perseverance». Не пізніше середини 1990-х додали підземну компоненту на «Rocky's Reward» та кар’єр на «Perseverance». 
В той же час на шахті «Perseverance» в межах проекту зі збільшення видобутку до 2 млн тонн на рік велись роботи з переходу до методу блокового обрушення, коли підрите рудне тіло руйнується під власною вагою та осідає, при цьому через заздалегідь підготовані тунелі відбувається вибірка руди. Таким чином передбачалось провести вилучення масивного рудного тіла під кар’єром «Perseverance» до глибини у 1100 метрів (проект B11). 
В 2000 році почав роботу кар’єр «Harmony», що находиться за пару кілометрів північніше від «Rocky's Reward». Ця копальня має довжину 1,5 кілометра, ширину 400 метрів та глибину 180 метрів, а її проект передбачав вилучення 70 млн тонн розкривних порід;
В 2013-му через сейсмічну активність стався завал з блокуванням однієї з каверн проекту В11 на шахті «Perseverance», що змусило зупинити її для досліджень та внесення модифікацій. З 2015-го на «Perseverance»  продовжили використання класичного методу для розробки рудного тіла 1А, а в 2016–2018 роках за допомогою тунелю завдовжки два кілометра облаштували доступ з «Perseverance» до рудного тіла «Venus», де також використали систему блокового обрушення. Нарешті, в 2023-му оголосили про відновлення видобутку за методом блокового обрушення проекту В11. Загальна глибина шахти «Perseverance» становить 1340 метрів
В 2018 ввели в дію кар’єр «Camelot».
У першій половині 2020-х на тлі перевиробництва почалась чергова криза світового ринку нікелю, так що в 2024-му BHP оголосила про призупинку розробки Лейнстер. Строк наступного перегляду цього рішення призначено на 2027 рік.